# Ett steg framåt, två steg tillbaka

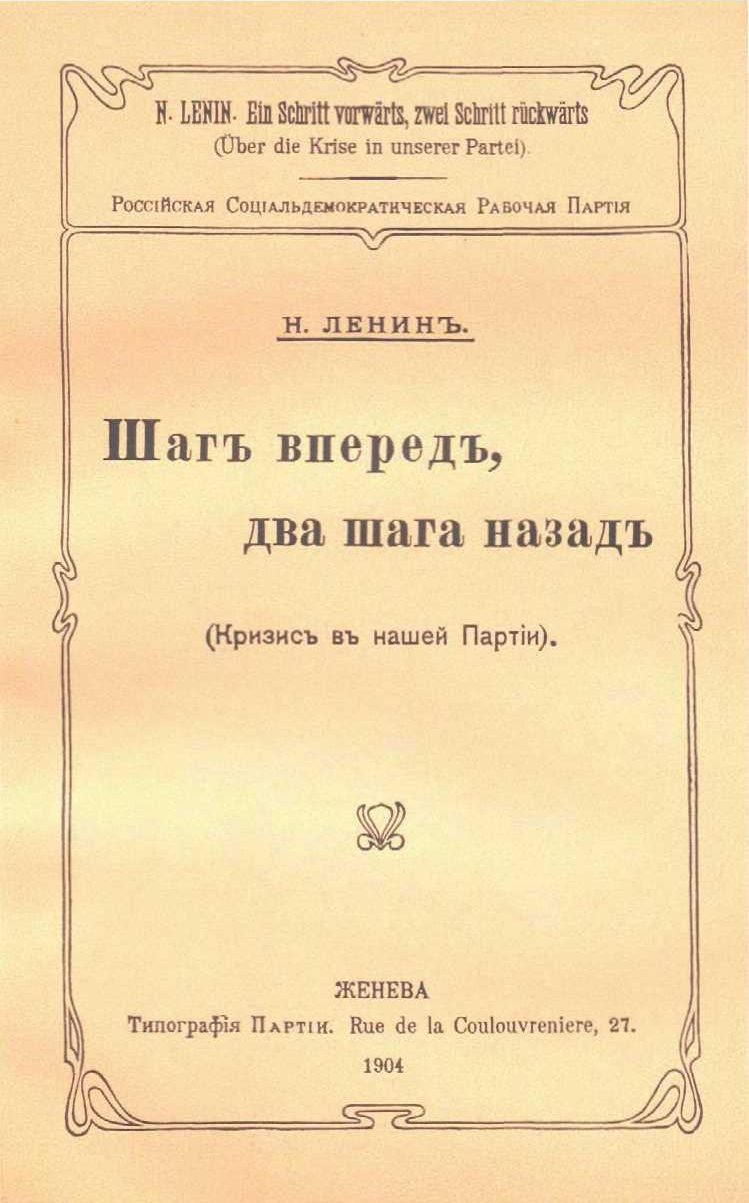
Omslag 1904 upplagan

Ett steg framåt, två steg tillbaka, krisen i vårt parti är en uppsats som skrevs av Vladimir Lenin under februari–maj 1904 och publicerades i en särskild bok som gavs ut i Genève 1904. Uppsatsen finns också medtagen i Lenins Skrifter, fjärde ryska upplagans 7:e band sida 185–392. 
På svenska finns uppsatsen med som avslutningskapitel, det fjärde huvudkapitlet, försett med förord i Lenin Valda Verk del I:1 sidorna 368–635. Till uppsatsen finns fogat Lenins egna anmärkningar nummer 84–110 på sidorna 655–658. Fortlöpande under texten finns i 1956 års svenska version både Lenins och redaktionens noter med litteratur- eller historiska hänvisningar eller förklarande fotnoter. Även tillägget Intermezzot mellan kamraterna Gusev och Deutsch publicerades redan 1904 i den i Schweiz utgivna boken. Förutom tillägget har uppsatsen 18 underrubriker från A till R. Lenin använder genomgående begreppet ryska socialdemokratin i detta arbete, som i huvudsak mer rör organisatoriska frågor i den politiska kampen än rent ideologiska problem. 
Texten är väl översatt, men delvis svår att följa då den i hög grad är ett slags dagbok innehållande vad deltagarna på 1903 års partikongress sagt, varvat med Lenins åsikter. Lenins kommentarer är skrivna i talspråk, och inkluderar hänvisningar till vad han tidigare sagt och skrivit i olika tidskrifter, tal och privata brev.